# Pierre de Meuron

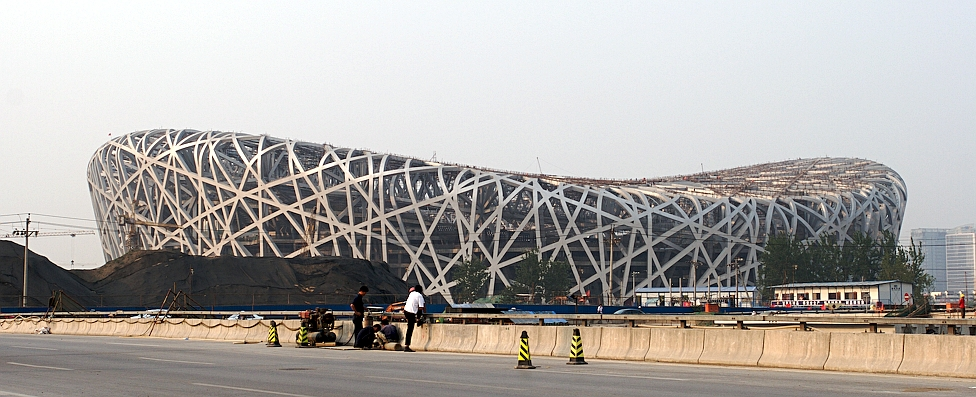
Stadion Narodowy w Pekinie

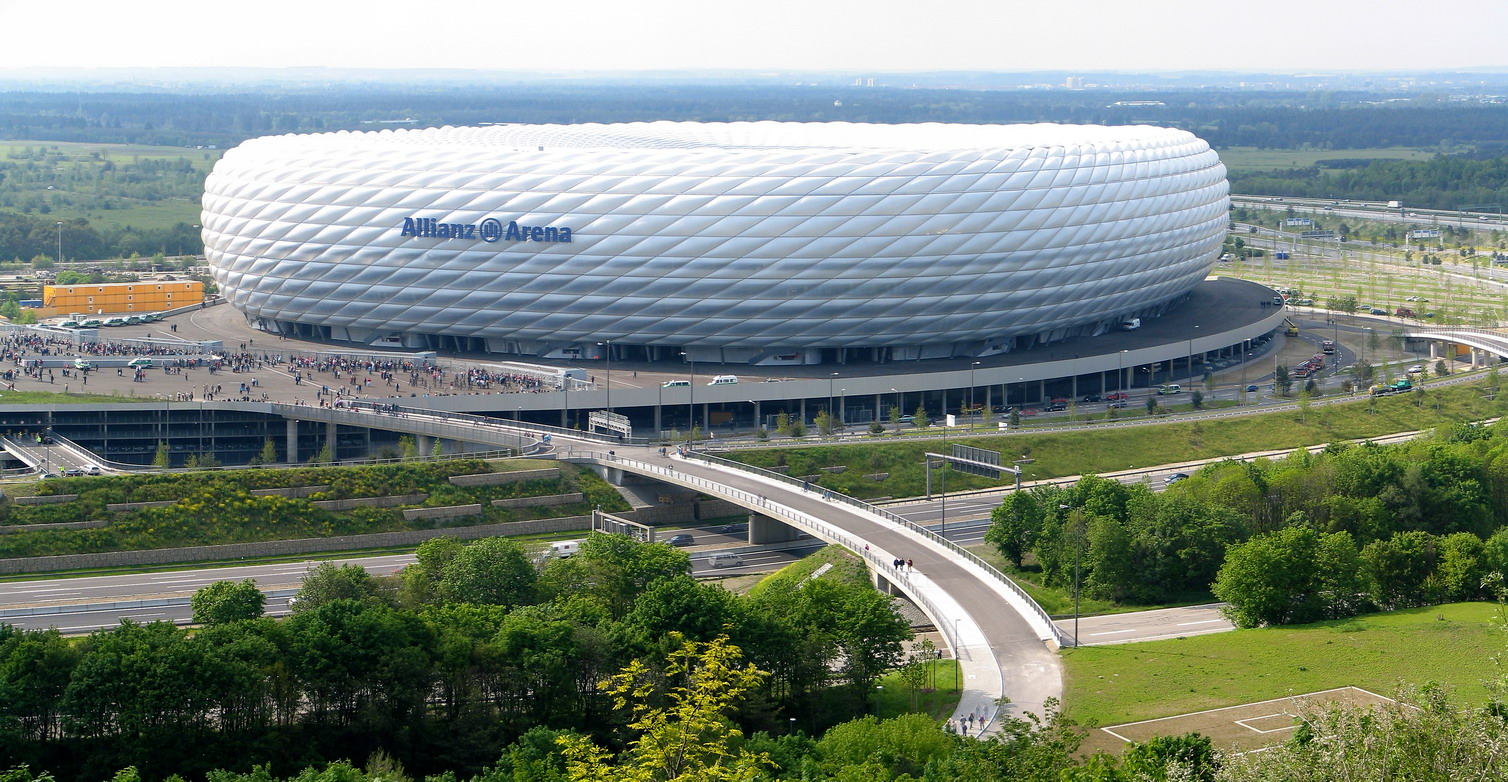
Stadion Allianz Arena w Monachium

Pierre de Meuron Pierre (ur. 8 maja 1950 w Bazylei) – szwajcarski architekt, współzałożyciel biura Herzog & de Meuron, laureat Nagrody Pritzkera w 2001.
De Meuron ukończył w 1975 studia na ETH w Zurychu, a w 1978 założył biuro wraz z Jacquesem Herzogiem. W 1989 wykładał gościnnie na Harvardzie, a od 1999 jest profesorem na ETH w Zurychu.